# Aywaille
Aywaille (valonă Aiwêye) este o comună francofonă din regiunea Valonia din Belgia. Comuna este formată din localitățile Aywaille, Ernonheid, Harzé și Sougné-Remouchamps. Suprafața totală a comunei este de 79,97 km². La 1 ianuarie 2008 comuna avea o populație totală de 11.227 locuitori. 
1. ↑  Crossroad Bank of Enterprises, accesat în 21 octombrie 2023